# 創見太平洋
創見太平洋控股有限公司，簡稱創見太平洋控股及創見太平洋（英語：DCP Holdings Limited，港交所除牌時0487.HK），在2000年7月10日，由海洋資訊集團有限公司更名而來，當時經營資訊科技相關行業。由吳志成、譚威強及鄧雲組成。
總部曾位於香港中环中環中心。但由於受科網股泡沫爆破，再加上前「三劍俠」已先後離任，故被出售給鍾楚義，更名為資本策略地產有限公司至今。

## 連結
- CSIGroup.hk （页面存档备份，存于）